# هيلين كيم
هيلين كيم (بالكورية: 김활란)‏ (1899، سول في كوريا الجنوبية - 1970، سول في كوريا الجنوبية)؛ كاتِبة، سياسية، صحفية وشاعرة كورية جنوبية.

## روابط خارجية
- هيلين كيم على موقع الموسوعة البريطانية (الإنجليزية)